# István Abonyi
István Abonyi (Budapest, 18 d'agost de 1886 - 5 de juny de 1942), fou un jugador i teòric d'escacs hongarès.
|  |

## Teòric
Conjuntament amb Zsigmond Barász i Gyula Breyer va desenvolupar el gambit Budapest. Va jugar aquesta defensa contra el neerlandès Johannes Esser en un petit torneig a Budapest 1916. Va publicar les seves anàlisis sobre la Variant Abonyi del gambit Budapest (1.d4 Cf6 2.c4 e5 3.dxe5 Cg4 4.e4 Cxe5 5.f4 Cec6) el 1922.

## Fundador de la FIDE i directiu i promotor d'escacs
Fou un dels 15 fundadors de la FIDE el 20 de juliol de 1924, durant la I Olimpíada d'escacs no oficial a Paris.
El 1928 es va enfrontar a 300 oponents en 105 taulers, a Budapest (va obtenir 79 victòries, 6 derrotes i 20 taules). Va ser durant molts anys president de la Federació hongaresa d'escacs. Va editar la revista hongaresa "Magyar Sakkvilag" (Hungarian Chessworld). Fou president de la Federació d'Escacs per Correspondència entre 1935 i 1939.